# Ց
La Ց, minuscolo ց, è la trentatreesima lettera dell'alfabeto armeno. Il suo nome è ցո, cʼo (armeno: [tsʰɔ]).
Rappresenta foneticamente la consonante affricata alveolare sorda aspirata [tsʰ].

## Codici
- Unicode:
  - Maiuscola Ց : U+0551
  - Minuscola ց : U+0581